# Альціон таїтянський
Альціо́н таїтянський (Todiramphus veneratus) — вид сиворакшоподібних птахів родини рибалочкових (Alcedinidae). Ендемік Французькій Полінезії

## Підвиди
Виділяють два підвиди:
- T. v. veneratus (Gmelin, JF, 1788) — острів Таїті;
- T. v. youngi Sharpe, 1892 — острів Моореа[en].

Деякі дослідники виділяють підвид T. v. youngi у окремий вид Todiramphus youngi.

## Поширення і екологія
Таїтянські альціони живуть у вологих і сухих тропічних лісах, на плантаціях і в садах. Зустрічаються поодинці або парами, на Таїті на висоті до 1700 м над рівнем моря, на Моореа на висоті до 300 м над рівнем моря. Гніздяться в дуплах дерев.